# Halecia spinolae
Halecia spinolae es una especie de escarabajo del género Halecia, familia Buprestidae. Fue descrita científicamente por Gory en 1840.